# Аль-Мансур аль-Хасан
Аль-Мансур аль-Хасан бін Бадр ад-Дін (араб. المنصور الحسن بن بدر الدين; 1199–1271) – імам Зейдитської держави у Ємені.